# Українське Сокільство

Книжки про Українське Сокільство

«Українське Сокільство» — педагогічна технологія, дитячий рух в Україні, полягає у залученні дітей та молоді до виховання як у школі, так і в позашкіллі у різновікових сокільських гуртах, організованих за місцем мешкання дітей.
Традиції сокільського виховання молоді успадковані Українським Сокільством від спортивно-руханкового товариства «Сокіл».

## Історія
11 лютого 1992 року на Монастирищині в Тернопільській області започатковане відродження молодіжного товариства «Сокіл», що веде свою історію з 11 лютого 1894 року.
19-20 травня 1993 року у Монастириськах, що на Тернопіллі, відбувся Перший Сокільський Здвиг (Зліт) відродженого товариства «Сокіл».
5 травня 2021 року підписана Сокільська угода (конституція) щодо співпраці з Державним інститутом сімейної та молодіжної політики України для впровадження сокільства у школах Монастирищини. Подібна угода 15 червня 2021 року підписана також в Пустомитах (Львівщина).

## Науково-теоретична база
Науково-теоретична база впровадження Українського Сокільства в школах і громадах описана у виданих друком книжках Романа Расевича. Сім його книг вийшли з передмовами українського вченого у галузі психології, доктора психологічних наук, кандидата педагогічних наук, професора Сергія Болтівця.

## Роман Расевич і його книжки
Засновником дитячого руху «За відродження Українського Сокільства у шкільництві України» є Роман Петрович Расевич, академік Української міжнародної академії оригінальних ідей, член Національної спілки журналістів України та Української асоціації письменників, володар медалі ВУТ «Просвіта» «Будівничий України», почесної відзнаки «Сяйво добра» Асоціації благодійників України.
Роман Расевич є автором книг:
1. Товариство «Сокіл» (1993)[5]
2. Молодіжне товариство «Сокіл» (2000)[6]
3. збірки поезій, спогадів і статей «День прийдешній» (2009)[7]
4. збірки педагогічних есеїв, віршів, пісень, рецептів траволікування «Полуднева бистрінь» (2013)[8]
5. збірки «Дорогами долі» (2017)[9]
6. збірки «Суголосся доби» (2019)[10]
7. збірки педагогічних денників, малої прози, поезії «Долоні правди» (2020)[11]
8. збірки «Громадівське виховання молоді» (2020)[12]
9. «Сокільська повість» книга перша (2021)[13]
10. «Сокільська повість» книга друга (2021)[14]
11. «Сокільська повість» книга третя (2021)[15]